# Рендер-ферма
Рендер-ферма — комп'ютерний кластер для синтезу згенерованих цифрових зображень у цілісну комп'ютерну графіку, що використовується для візуальних ефектів у фільмах чи на телебаченні.
Рендеринг зображень добре розпаралелюється, тож інколи фрагменти плиткового рендерингу обчислюються незалежно один від одного, а взаємодія між процесорами обмежується переважно завантаженням вихідного матеріалу із джерел, таких як моделі та текстури, а потім вивантаженням кінцевого зображення.
Після десятиліть розвитку потужності комп'ютерів рендеринг зображень займає набагато менше часу, ніж раніше. Проте збільшення швидкості призвело до зростання потреб та вимог до якості зображення. В той час як прості зображення оброблюються швидко, більш реалістичні, складніші зображення з високим розширенням потребують більшого часу для рендерингу. Час, що йде на створення зображень може бути обмеженим певними графіками та термінами роботи, тож потреба швидкого виробництва високоякісних зображень стала однією з причин зростання потужності комп'ютерів.
Щоб керувати великими фермами, потрібен менеджер потоків, який автоматично розподіляє процеси між багатьма процесорами. Кожен процес може бути рендерингом всього зображення, кількох зображень, або навіть частини зображення. Програмне забезпечення зазвичай являє собою пакет типу клієнт–сервер, що забезпечує зв'язок між процесорами і менеджером потоків, хоча деякі потоки не мають центрального менеджера. Спільними рисами менеджерів потоків є: зміна пріоритетів потоку, управління ліцензіями на програмне забезпечення та алгоритмами, щоб найкращим чином оптимізувати пропускну здатність, базуючись на різноманітних типах копм'ютерної техніки у фермі. Ліцензування програмного забезпечення, що обробляється менеджером потоків, може динамічно розподіляти ліцензії на доступні ресурси процесора або навіть у ядра процесора.

## Хмарні рендер-ферми
Хмарні рендер-ферми використовують масштабованість і гнучкість хмарних обчислень для надання рендерингових послуг на вимогу, дозволяючи користувачам розподіляти завдання по великій мережі віртуалізованих серверів.
Такий підхід забезпечує значні переваги, зокрема можливість динамічного масштабування ресурсів, економічну ефективність завдяки моделі оплати за фактичне використання, а також доступність з будь-якої точки, де є підключення до Інтернету. Ці послуги органічно інтегруються з існуючими виробничими процесами, підтримують різне програмне забезпечення для 3D-графіки та рендеринг-движки й усе частіше використовуються для швидкої обробки складних проєктів без потреби в дорогому обладнанні на місці.
Однак хмарні рендер-ферми мають і певні виклики, зокрема час, необхідний для завантаження великих файлів, можливе зростання витрат для масштабних проєктів, а також залежність від надійного Інтернет-з'єднання. Безпека залишається критичним питанням, і провідні провайдери пропонують надійні заходи для захисту інтелектуальної власності. Незважаючи на ці виклики, хмарний рендеринг стає важливим інструментом у таких галузях, як кіноіндустрія та ігрова індустрія, пропонуючи гнучку й потужну альтернативу традиційним рендер-фермам